# Ana de Provenza
Ana de Provenza (m. después de mayo de 930) fue reina consorte de Italia y emperatriz, como segunda esposa del emperador Berengario I de Italia.
Berengario (h. 845 - 7 de abril de 924) fue rey de Italia desde 888 y emperador desde 915 hasta su muerte. Su primera esposa, Bertila fue acusada de infidelidad y murió envenenada.
Berengario se casó entonces en diciembre de 915, con Ana, con lo que ella se convirtió en reina. Se ha sugerido, en gran medida por razones onomásticas, que Ana era una hija de Luis III el Ciego y su esposa Ana, la posible hija de León VI el Sabio, emperador bizantino. En ese caso, habría sido comprometida con Berengario desde que era muy pequeña y solo se convertiría en su consors e imperatrix en 923. Su matrimonio fue un intento de Luis de promocionar a sus hijos mientras que él mismo estaba siendo marginado y por parte de Berengario, se intentaba legitimar su gobierno relacionándose, a través del matrimonio, con la casa de Lotario I.
Cuando Berengario murió el 7 de abril de 924, asesinado en Verona por uno de sus propios hombres, posiblemente por instigación de Rodolfo II de Borgoña, no dejó ningún hijo, salvo Berta, que no era hija de Ana, por lo que del matrimonio entre Berengario y Ana no hubo descendencia. Ana de Provenza moriría en algún momento posterior a mayo de 930.